# Crataegus kennedyi
Crataegus kennedyi är en rosväxtart som beskrevs av Charles Sprague Sargent. Crataegus kennedyi ingår i Hagtornssläktet som ingår i familjen rosväxter. Inga underarter finns listade i Catalogue of Life.